# Inocencio Ciocchi Del Monte
Inocencio Ciocchi Del Monte (Borgo San Donnino, c.1532 - Roma, 2 de noviembre de 1577) fue un cardenal católico, relacionado de forma adoptiva con el papa Julio III, quien lo elevó hasta el purpurado el 30 de mayo de 1550.

## Biografía
Nacido con el nombre de Santino, en torno a 1532, el origen del cardenal está ligado a una familia humilde que trabajó al servicio de la familia del entonces cardenal Giovanni Maria Ciocchi del Monte, futuro Julio III. Así, pues, el padre de Santino trabajó como legado del purpurado durante su estancia en Parma y Piacenza, entre 1537 y 1544. 
En estos inicios, Giovanni Maria Ciocchi del Monte adquirió una especial simpatía e interés por el joven, mantiéndolo a su lado como protector durante su adolescencia, al que llevó como consejero durante la estancia del cardenal en las sesiones del Concilio de Trento. Con catorce años le otorgó su primer cargo, como preboste en la iglesia de Arezzo; confiándole su educación a Onorato Fascitello y manifestando la intención de que el joven fuera adoptado por su hermano Balduino.
Nombrado papa Julio III, proveyó éste de un cardenalato al joven Santino, ya renombrado como Inocencio. El nombramiento como cardenal diácono tuvo lugar el 30 de mayo de 1550 aunque no obtuvo su investidura hasta días más tarde, el 10 de junio de 1550, cuando recibió el título de San Onofre al Giancolo y recibió diversos beneficios eclesiásticos, incluyendo el ser el abad comendatario de las abadías de Mont Saint-Michel, en Normandía, y San Zenón, en Verona, y, más tarde, de las abadías de San Saba, Miramondo, Gottaferrata y Frascati, entre otros.
Autores recientes como Robert Aldrich manifiestan que este nombramiento se realizó debido a que el papa "se enamoró locamente del chico (...) y como beneficio por su prostitución fue elevado al cargo de cardenal".
El nepotismo que se asoció a este nombramiento llevó a la protesta de algunos miembros del colegio cardenalicio, como Gianpietro Carafa o el inglés Reginald Pole, quienes expresaron la falta de conocimiento que se tenía de este joven para ser merecedor de este cargo: por su origen, por su ascendencia familiar, su edad así como su cualificación teológica y académica.
En 1560 fue encarcelado por el papa Pío IV en el Castillo de Sant'Angelo y luego sometido a destierro temporal a Tívoli tras el asesinato de dos hombres que lo habían insultado, y luego otra vez en 1569 el papa Pío V lo envío desterrado a la Abadía de Montecassino tras la violación de dos mujeres.
Murió a la edad de 45 años en Roma el 2 de noviembre de 1577.

 Está enterrado en la capilla de la familia Del Monte, en la iglesia romana de San Pietro in Montorio.